# Carmen Finestra
Carmen Finestra (* 26. Juni 1947 in Harrisburg, Pennsylvania) ist ein US-amerikanischer Film- und Fernsehproduzent und Schauspieler. 

## Leben
Finestra arbeitet mit Matt Williams und David McFadzean bei Wind Dancer Films zusammen. Für Wind Dancer hat er Wo dein Herz schlägt, Verborgenes Feuer, Ein Pastor startet durch, sowie einzelne Folgen von Thunder Alley und Hör mal, wer da hämmert produziert. Finestra erhielt auch zwei Nominierungen für den Emmy-Award als einer der Produzenten der Bill-Cosby-Show und eine andere Emmy-Nominierung als Co-Writer einer der Episoden der Erfolgs-Serie. Er hatte auch drei Gast-Auftritte in der Bill-Cosby-Show (Episoden 4.17, 6.2 und 6.14).
Finestra absolvierte 1969 ein Studium an der Universität von Pennsylvania und arbeitete danach am Harrisburg Community Theatre wo er sein kreatives Talent entwickelte. Er zog dann nach New York und verdiente seinen Lebensunterhalt als Schauspieler und Stand-Up-Comedian. Broadway-Produzent Joe Cates wurde auf Finestras Talent als Witzeschreiber aufmerksam und gab ihm einen Job als Schreiber für eine Johnny-Cash-Show.
Später wurde Finestra von Steve Martin, ebenfalls Teil der Cash-Show, angeheuert um für ihn Shows zu schreiben. Dafür bekam Finestra zwei Auszeichnungen. Nach diesen Bühnenshows folgte sein Engagement für Comedy im Fernsehen. Im Herbst 1984 war er an der Sitcom Punky Brewster beteiligt. Das brachte ihn als Schreiber zur Bill-Cosby-Show, nachdem er vom leitenden Autor, Eliot Shoenman, gerufen wurde. In den 1990er Jahren schrieb er dann die Fernsehserien Hör mal, wer da hämmert, Ein Pastor startet durch und Thunder Alley.